# 格雷文克鲁格
格雷文克鲁格是德国石勒苏益格－荷尔斯泰因州的一个市镇。总面积4.16平方公里，总人口240人，其中男性148人，女性92人（2011年12月31日），人口密度58人/平方公里。